# Torregrosa
Torregrosa (en catalán y oficialmente, Torregrossa) es un municipio de Cataluña, España. Pertenece a la provincia de Lérida y se encuentra situado al sur de la comarca de Plana de Urgel, aunque anteriormente formaba parte de la comarca de las Garrigas.

## Geografía
El municipio se encuentra en un llano a 232 metros sobre el nivel del mar y con un paisaje agrícola dominado por sembrados y árboles frutales. Limita al norte con los municipios de Mollerusa, Sidamunt, Miralcamp y Bell Lloch de la comarca del Plana de Urgel, al sur con Juneda en Las Garrigas y al oeste con Alamús, Lérida y Puigvert de Lérida en la comarca de Segriá.

## Geografía humana

### Demografía
Cuenta con una población de 2194 habitantes (INE 2024).
| Gráfica de evolución demográfica de Torregrosa entre 1842 y 2021 |
| |
| Población de derecho según los censos de población del INE Población de hecho según los censos de población del INEEn estos censos se denominaba Torregrosa: 1842, 1857, 1860, 1877, 1887, 1897, 1900, 1910, 1920, 1930, 1940, 1950, 1960, 1970 y 1981 |

Su población se ha mantenido en un nivel bastante estable a lo largo del siglo XX como puede observarse en la siguiente tabla, aunque los últimos años ha caído un diez por ciento.
| 1900 | 1930 | 1950 | 1970 | 1981 | 1986 | 1996 | 2006 | 2019 |
| ---- | ---- | ---- | ---- | ---- | ---- | ---- | ---- | ---- |
| 1976 | 2604 | 2444 | 2485 | 2341 | 2270 | 2239 | 2302 | 2002 |

### Comunicaciones
De la población surgen cinco carreteras que la comunican con las principales ciudades que la rodean, así hacia el norte de la población se encuentran dos carreteras locales hacia Bell Lloch y Mollerusa pudiendo enlazarse a la A-2, al sureste hacia Arbeca y la L-200, al sur hacia Juneda con enlace a la N-240 y más allá a la AP-2, y al este hacia Lérida enlazando también con la N-240.
No dispone de acceso directo por ferrocarril pero puede accederse con facilidad a las estaciones de Lérida y Mollerusa. Por vía aérea el aeropuerto más próximo es el de Lérida.

## Economía
Mayoritariamente se basa en la agricultura, una parte de secano y el resto de riego (mediante el canal de Urgel), en la que se cultiva principalmente cereales y se planta árboles frutales.
Industria hay poca.

## Historia
Su origen data como mínimo de la época romana, puesto que los restos que se han encontrado en el Pou Bo son del tiempo del Bajo Imperio.
En 1810 tuvo lugar la batalla de Margalef, siendo derrotado el ejército español cuando trataba de auxiliar a los habitantes de Lérida asediados por las tropas francesas.

## Cultura
Hace falta destacar la intensa actividad cultural realizada por la asociación Buscatemps.

### Lugares de interés

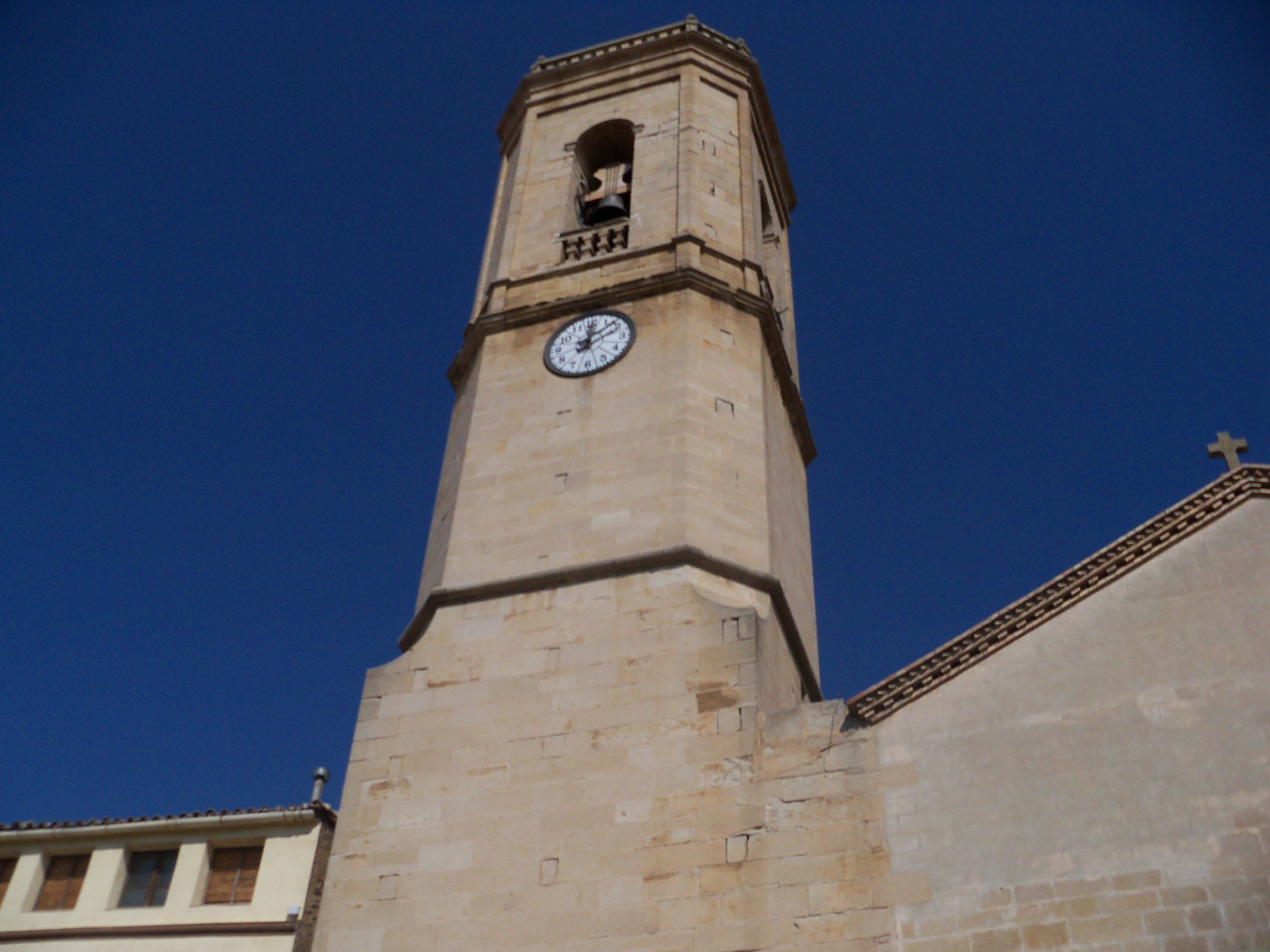
Campanario de la iglesia de la Asunción

- Iglesia parroquial de Santa María de la Asunción, con fachada renacentista y un campanario de mediados del siglo XIX.
- Capilla votiva de San Roque, del siglo XVIII.
- Ruinas del poblado ibérico de Margalef.
- Colección particular de Llorenç Peiró.
- Colección de herramientas antiguas de Sebastià Macià.

## Curiosidades
- El Doctor Xavier Iglesias Guiu es natural de Torregrosa. Ginecólogo de especialidad, es catedrático y un médico de referencia para muchos ginecólogos de Barcelona. Como reconocimiento a su carrera profesional, el pueblo de Torregrosa le ha dedicado una avenida, situada en el tramo de la salida de la población hacia la carretera de Juneda, y se llama avenida Doctor Xavier Iglesias.
- Es uno de los pueblos de la región costera del Mediterráneo, en los que es tradición que en los bautizos, después de la ceremonia en la iglesia, se tiran chucherías, juguetes pequeños, etc, por el balcón de la casa de donde ha nacido el niño.